# カパンノリ (ピサ県)
カパンノリ (伊: Capannoli) は、イタリア共和国トスカーナ州ピサ県にある、人口約6,400人の基礎自治体（コムーネ）。

## 地理

### 位置・広がり

#### 隣接コムーネ
隣接するコムーネは以下の通り。
- カシャーナ・テルメ・ラーリ  (ラーリ)
- パラーイア
- ペッチョリ
- ポンサッコ
- ポンテデーラ
- テッリッチョーラ

### 気候分類・地震分類
カパンノリにおけるイタリアの気候分類 (it) および度日は、zona D, 1650 GGである。
また、イタリアの地震リスク階級 (it) では、zona 3 (sismicità bassa) に分類される。